# Paracorynanthe
Paracorynanthe là một chi thực vật có hoa trong họ Thiến thảo (Rubiaceae).

## Loài
Chi Paracorynanthe gồm các loài: